# Cosroe II
Cosroe II di Persia (Ctesifonte, 570 circa – Ctesifonte, 28 febbraio 628) è stato un sovrano sasanide.
Nipote di Cosroe I, venne soprannominato Parviz ('il vittorioso'), per le numerose campagne militari guidate brillantemente. Regnò dal 590 al 628.

## Biografia
Salì al trono nel 590 dopo la morte di suo padre Ormisda IV (Hormizd); nello stesso anno però venne spodestato dal generale ribelle Bahram Chobin che lo depose nel corso della guerra civile sasanide in corso e salì al trono di Persia con il nome di Bahram VI. Cosroe II però riuscì a fuggire a Costantinopoli dove chiese all'imperatore bizantino Maurizio aiuto per ritornare al trono. Grazie al magister militum bizantino Narsete, Bahram venne sconfitto e Cosroe II poté ritornare al potere.
Il 27 novembre 602 l'imperatore bizantino Maurizio venne ucciso in una congiura di palazzo dal tiranno Foca, che governò l'impero bizantino per otto anni fino al 610; Cosroe II, desideroso di ripristinare l'antico impero achemenide, ebbe così il pretesto per incominciare una nuova guerra contro i bizantini. Egli infatti, con il pretesto di vendicare la morte di Maurizio (a cui era riconoscente perché l'aveva aiutato a sconfiggere Bahram Chobin), invase l'impero bizantino riportando grandi successi sui bizantini, che, privi dell'abile ed esperto magister militum Narsete, furono incapaci di contrastarlo.
Nel 606 l'esercito di Cosroe II occupò la fortezza di Dara e invase l'Asia Minore, conquistando Cesarea, che era considerata la fortezza più difficile da espugnare dell'Impero bizantino e penetrando in Calcedonia. In seguito occupò le città siriane di Hierapolis, Chalcis e Berrhaea o (Aleppo) e assediò Antiochia. La rapida successione di vittorie persiane svelò la debolezza dell'Impero bizantino, l'incapacità di Foca, e l'odio che i suoi sudditi provavano per lui; e Cosroe fornì loro una decente scusa per sottomettersi o rivoltarsi a Foca, spargendo la voce che il figlio di Maurizio e l'erede legittimo al trono, Teodosio, fosse ancora vivo e vivesse ora nella corte di Persia; probabilmente questo era un impostore che Cosroe II voleva far salire al trono di Bisanzio in modo da trasformare praticamente Bisanzio in uno stato fantoccio dipendente dalla Persia.
Anche quando Foca venne deposto e ucciso da Eraclio (610), che venne incoronato imperatore, la situazione non migliorò per i Bizantini. I Persiani infatti continuarono la guerra perché Cosroe II voleva come imperatore non Eraclio ma Teodosio, il già citato presunto figlio di Maurizio, e, dopo aver occupato l'Armenia e la Mesopotamia, arrivarono a occupare Antiochia e la Siria nel 611. In seguito si espansero verso sud, occupando nel 614 la Palestina e Gerusalemme. Durante la conquista e il saccheggio della Città Santa venne trafugata e portata in Persia la Vera Croce (la croce di Gesù Cristo) del Santo Sepolcro e le chiese di Costantino ed Elena vennero danneggiate dalle fiamme.

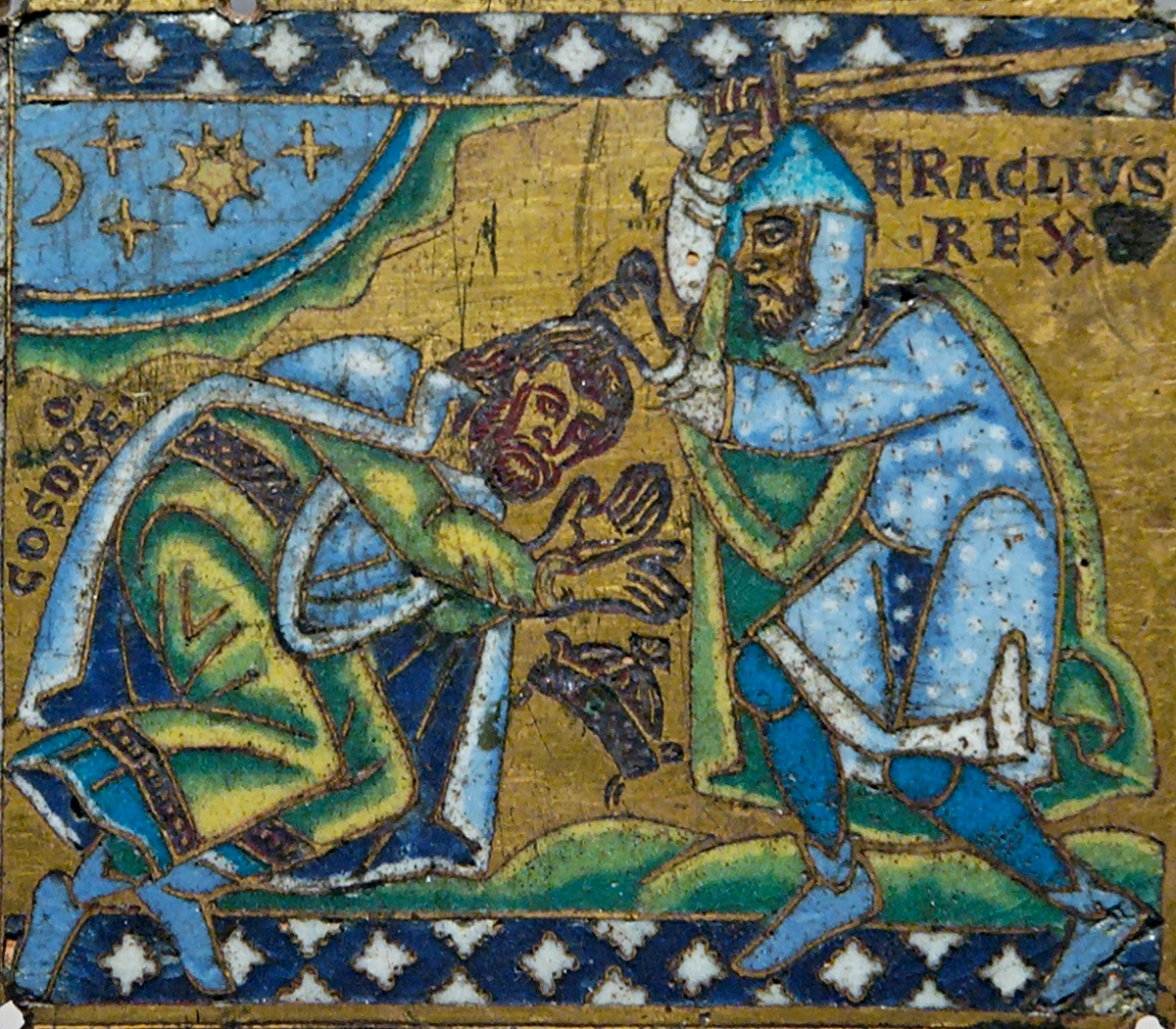
Cosroe II mentre viene ucciso da Eraclio I, in una placca francese del XII secolo.

Poi nel 616 i Persiani incominciarono l'invasione dell'Egitto conquistando prima la città di Alessandria e poi l'intero Egitto. Nel frattempo un'altra armata persiana si diresse verso la Tracia e occupava in poco tempo Calcedone, le coste del Bosforo, la città di Ancyra e l'isola di Rodi. Secondo Gibbon, se Cosroe II avesse posseduto una flotta potente avrebbe portato la morte e la devastazione anche in Europa. Nel 621 quasi tutto l'Impero bizantino era occupato dai persiani: ai bizantini rimanevano solo la Grecia, l'Anatolia e i lontani esarcati d'Italia e d'Africa.
L'offerta amichevole del generale persiano Shahin di condurre un'ambasciata da Cosroe II venne accettata dai Bizantini e il prefetto del pretorio, il prefetto della città e alcuni ecclesiastici chiesero umilmente la pace allo scià di Persia. Ma Shahin aveva fatalmente frainteso il suo re. Ecco infatti cosa disse Cosroe II quando l'ambasciata bizantina arrivò:
(Gibbon, Storia del declino e caduta dell'Impero romano, cap. 46)
Cosroe II condannò a morte l'ambasciatore. Comunque l'esperienza di sei anni di guerra aveva persuaso Cosroe a rinunciare alla conquista di Costantinopoli e di accontentarsi di un tributo annuale che i Bizantini avrebbero dovuto pagare ai Persiani; il tributo annuale consisteva in un migliaio di talenti d'oro, un migliaio di talenti d'argento, un migliaio di abiti di seta, un migliaio di cavalli e un migliaio di vergini. Eraclio accettò queste condizioni, ma stava nello stesso tempo organizzando la riscossa bizantina.
Due giorni dopo Pasqua (622), Eraclio lasciò Costantinopoli e con il suo esercito di 5 000 soldati giunse via mare in Cilicia e si accampò a Isso. In seguito penetrò in Armenia dove sorprendentemente sconfisse in varie occasioni i Persiani. La primavera successiva l'esercito bizantino distrusse inoltre il Tempio del Fuoco di Zoroastro, numerosi altri templi, delle statue di Cosroe e i resti di Thebarma o Ormia, il luogo di nascita di Zoroastro. In questo modo i Bizantini si vendicarono della deportazione della croce di Gesù Cristo da parte dei Persiani quando essi occuparono la Palestina e Gerusalemme nel 614.
Cosroe, allarmato per i successi bizantini, richiamò dall'Egitto e dal Bosforo molte truppe. Nel frattempo nell'accampamento bizantino gli alleati della Colchide minacciavano di disertare e anche i soldati più esperti avevano paura dell'esercito persiano, che era molto più numeroso di quello bizantino. Ma Eraclio li rassicurò:
Incoraggiati i suoi uomini, Eraclio e il suo esercito continuarono a vincere molte battaglie sconfiggendo tre grossi eserciti condotti dai tre più forti generali persiani: Shahrbaraz, Shahin e Shahraplakan; nella battaglia del fiume Saro l'Imperatore sconfisse addirittura in un combattimento corpo a corpo un gigantesco guerriero persiano, come Davide sconfisse Golia. Cosroe II comunque non si diede per vinto e rispose alla controffensiva di Eraclio stringendo un'alleanza con gli Avari e formando tre grossi eserciti: il primo di 50 000 uomini, soprannominati le lance d'oro, fu mandato contro Eraclio e le sue truppe; il secondo aveva l'incarico di prevenire il ricongiungimento tra l'esercito di Eraclio e quello del fratello Teodoro, e il terzo aveva l'incarico di assediare, insieme con gli Avari, Costantinopoli. Tuttavia l'assedio della capitale bizantina, avvenuto nel 626, fallì grazie all'inespugnabilità delle Mura Teodosiane e a 12 000 cavalieri inviati da Eraclio per difendere la città. Tirato un sospiro di sollievo per lo scampato pericolo, Eraclio strinse un'alleanza con il Khan dei Cazari, formò un esercito di settantamila uomini tra Bizantini e stranieri e riuscì a riconquistare in poco tempo le città della Siria, dell'Armenia e della Mesopotamia.
Poi decise di attraversare le montagne del Kurdistan, giungendo quindi a Ninive. Anche i Persiani comandati dal generale Rhahzadh all'inseguimento dei Bizantini valicarono questa catena montuosa ma, a differenza dei Bizantini che avevano realizzato il loro passaggio in perfette condizioni meteorologiche, essi dovettero affrontare violente tormente di neve e arrivarono a Ninive decimati.
Il 12 dicembre 627 si combatté la battaglia di Ninive; i Persiani, decimati dal gelo e dalla fame che avevano dovuto affrontare durante il cammino, non ebbero scampo e vennero massacrati dai bizantini. Eraclio trascorse il Natale a Ninive, ospitato nella tenuta di un nobile persiano.
Ormai per la Persia la guerra era perduta: Cosroe II dopo la sconfitta fuggì a Seleucia e, vedendo la propria fine vicina, decise di nominare suo successore Merdaza, il suo figlio preferito. Ma Siroe, un altro figlio di Cosroe, non approvò la sua decisione e cercò il consenso dei satrapi per preparare una congiura contro suo padre: ai soldati Siroe promise un aumento dei salari; ai cristiani la libertà di professare la propria religione; ai prigionieri la libertà; e alla nazione pace immediata e la riduzione delle tasse. Il 23 febbraio 628 Cosroe II, perso tutto il suo prestigio e il sostegno dell'aristocrazia, venne rovesciato e rinchiuso in un sotterraneo per ordine del figlio Siroe (che salì al trono con il nome di Kavad II) e, dopo cinque giorni di torture, spirò; Kavad II, salito al trono, firmò una pace con i Bizantini in cui si impegnava a ritirare le sue truppe dalle zone occupate durante la guerra e restituiva ai Bizantini la Vera Croce.
La leggenda vuole che all'apice del suo regno si fece costruire un trono sfarzoso tripartito: i tre scranni stavano a indicare che egli era (o meglio, sarebbe dovuto diventare) imperatore romano d'Oriente, del Vicino Oriente e dell'Asia fino all'India.

## Matrimoni e discendenza
Le due mogli principali di Cosroe II erano cristiane: 
- Maria, bizantina, figlia dell'imperatore Maurizio,[1] dalla quale ebbe:
  - Siroe/Kavadh II, che gli successe
  - Bûrândûkht, che avrebbe sposato l'usurpatore Shahvaraz di Persia, conferendogli così una certa legittimazione al trono di Persia
  - Azarmedûkht, che regnò per pochi mesi, dal dicembre 630 al marzo 631, andò sposa al nobile Farrukh Ormisda V cercando di accreditarlo al trono di Persia, ma fu assassinata nel 631
  - Farrukhzad Cosroe V, regnò per brevissimo tempo dopo la morte della sorella Azarmedûkht, ma venne avvelenato da uno schiavo dietro ordine di Kavadh II
- Shirîn, armena, originaria di Susa o del Khūzestān, di fede monofisita;[2] ebbe:
  - Mardânshâh
  - Shâhriar, padre di Yazdegerd III[3]

Cosroe sposò anche, per motivi politici:
- Gurdîyagh, anziana sorella-sposa di Bahram VI,[4] poi moglie di Vistahm; da lei Cosroe ebbe:
  - Jevanshir o Juvān Shir (i.e. "Giovane leone"), effimero pretendente al trono nel 630 dopo la morte di Shahr-Barâz.